# جانيت كاغامي
جانيت نيرامونجي كاغامي (جانيت نيرامونجي،  ولدت في 10 أغسطس 1962) هي زوجة بول كاغامي . أصبحت السيدة الأولى لرواندا عندما تولى زوجها منصب الرئيس في عام 2000. للزوجين أربعة أطفال - إيفان وأنجي وإيان وبريان.  كاغامي هي مؤسسة ورئيسة مؤسسة امبوتو، وهي منظمة غير ربحية تتمثل مهمتها هي دعم تطوير مجتمع صحي ومتعلم ومزدهر.

## النشاط
عادت جانيت كاغامي إلى موطنها رواندا بعد الإبادة الجماعية في رواندا عام 1994.  ومنذ ذلك الحين كرست حياتها للارتقاء بحياة الفئات الضعيفة من السكان في رواندا، ولا سيما الأرامل والأيتام والأسر الفقيرة.
استضافj كاغامي أول قمة أفريقية للسيدات الأوائل حول الأطفال والوقاية من فيروس نقص المناعة المكتسبة / الإيدز في مايو 2001 في كيغالي ، رواندا .  أدت القمة إلى تأسيس PACFA (حماية ورعاية الأسر ضد فيروس نقص المناعة المكتسبة / الإيدز). و هي مبادرة تركز بشكل أساسي على توفير نهج شامل للوقاية من فيروس نقص المناعة المكتسبة ورعاية الأسرة بأكملها. شاركت كاغامي لاحقًا في تأسيس منظمة السيدات الأفريقيات الأوائل لمكافحة فيروس نقص المناعة المكتسبة / الإيدز (OAFLA) في عام 2002 ، وشغلت منصب رئيستها من عام 2004 حتى عام 2006.
على مر السنين، نمت PACFA لتشمل مشاريع أخرى غير تلك الموجودة في مجال فيروس نقص المناعة المكتسبة / الإيدز وفي عام 2007 تم إنشاء مؤسسة امبوتو - والتي تعني «البذور» في كينيارواندا. تنفذ المؤسسة مشاريع متنوعة مثل: تقديم الرعاية الأساسية والدعم الاقتصادي للأسر المتضررة من فيروس نقص المناعة المكتسبة. تعزيز المعرفة وتغيير المواقف تجاه الصحة الجنسية والإنجابية للمراهقين ؛ حماية الشباب من فيروس نقص المناعة المكتسب / الإيدز ؛ الوقاية من الملاريا؛ تحفيز الفتيات على التفوق في المدرسة ؛ تقديم المنح الدراسية للشباب أصحاب الظروف المجحفة ؛ تعزيز ثقافة القراءة. إرشاد الشباب وتزويدهم بالمهارات الريادية والقيادية.
السيدة الأولى هي أيضًا راعية لنادي الروتاري فيرونجا، ومقره في كيغالي ، والذي أنشأ أول مكتبة عامة في رواندا في عام 2012.  السيدة كاغامي أيضًا عضوة في مجلس إدارة العديد من المنظمات، بما في ذلك التحالف العالمي للمرأة ضد فيروس نقص المناعة المكتسبة / الإيدز وأصدقاء صندوق النقد العالمي لأفريقيا.
في عام 2010 ، حصلت كاغامي على دكتوراه فخرية في القانون من جامعة أوكلاهوما المسيحية لمساهمتها في مكافحة فيروس نقص المناعة المكتسبة / الإيدز والفقر في جميع أنحاء العالم. في نفس العام، تم تعيينها كممثلة خاصة لتغذية الأطفال من قبل برنامج الأغذية العالمي. في عام 2009 ، قدمت اليونيسف جائزة أبطال الأطفال إلى الرئيس بول كاغامي والسيدة الأولى جانيت كاغامي تقديراً لجهودهما في تحسين حياة الأطفال في رواندا. في عام 2007 ، عينتها منظمة الصحة العالمية (WHO) الممثلة السامية لبرنامج لقاح الإيدز في إفريقيا (AAVP) ، لضمان المشاركة النشطة لأصحاب المصالح الأفارقة في جميع مجالات أبحاث وتطوير لقاح فيروس نقص المناعة المكتسبة والإيدز.
كاغامي حاصلة على درجة علمية في علوم إدارة الأعمال .

## روابط خارجية
- جامعة المحيط الهادئ: حول مدام جانيت كاجامي